# Folies olympiques
Pour plus de détails, voir Fiche technique et Distribution.
Folies olympiques (Million Dollar Legs) est un film américain en noir et blanc réalisé par Edward F. Cline, sorti en 1932.
Le sujet du film a été inspiré par les Jeux olympiques d'été de 1932 qui se sont tenus à Los Angeles.
C'était un des films préférés de la critique de cinéma Pauline Kael.

## Synopsis
La République de Klopstokia a besoin d'argent. Un vendeur de pinceaux américain suggère au président que les résidents sportifs de Klopstokia participent aux Jeux olympiques de Los Angeles. Klopstokia semble imbattable, jusqu'à ce qu'un espion sème la discorde dans l'équipe nationale.

## Fiche technique
- Titre : Folies olympiques
- Titre original : Million Dollar Legs
- Réalisation : Edward F. Cline
- Scénario : Joseph L. Mankiewicz, Henry Myers
- Producteur : Herman J. Mankiewicz
- Production : Paramount Pictures
- Lieu de tournage : Paramount Ranch (Californie)
- Photographie : Arthur L. Todd
- Musique : Rudolph G. Kopp, John Leipold
- Format : noir et blanc - 1.37:1 - son : Mono (Western Electric Noiseless Recording)

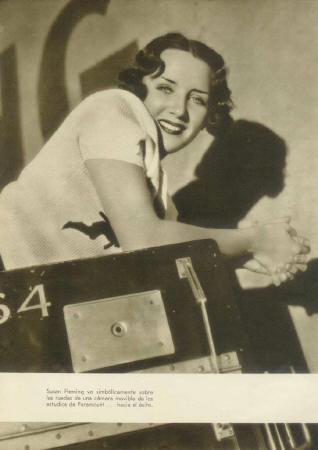
Susan Fleming

- Pays d'origine : États-Unis
- Genre : comédie
- Durée : 64 minutes
- Dates de sortie :
  - États-Unis : 8 juillet 1932
  - France : 23 décembre 1932

## Distribution
- Jack Oakie : Migg Tweeny
- W. C. Fields : le Président
- Andy Clyde : le majordome
- Lyda Roberti : Mata Machree
- Susan Fleming : Angela
- Ben Turpin : "l'homme mystérieux"
- Hugh Herbert : le secrétaire du trésor
- George Barbier : M. Baldwin
- Dickie Moore : Willie
- Ben Taggart : le capitaine du bateau
- Don Wilson
- Billy Gilbert